# Canopus dans Argo
Canopus dans Argo  (titre original : Canopus in Argos: Archives ;  le cycle a été renommé Canopus dans Argos : Archives lors de sa réédition par La Volte) est une suite de cinq romans de science-fiction écrits par Doris Lessing, dressant le portrait de sociétés à différentes étapes de leur développement, sur de longues périodes de temps. L'accent est mis sur une évolution accélérée de ces sociétés, aidées et guidées par des espèces plus avancées.
Les romans se situent tous dans le même cadre, mais ne constituent pas une histoire continue, et les évènements qu'ils  décrivent sont sans relation à l'exception de Shikasta et  de Les Expériences siriennes, racontant l'histoire du développement des sociétés de la Terre vue par les yeux des Canopéens et des Siriens.

## Les romans
1. Shikasta, Seuil, 1981 ((en) Shikasta, 1979), trad. Paule Guivar'ch, 413 p.  (ISBN 2-02-005953-3)Réédition La Volte, 2016, 460 p. (ISBN 978-2-37049-029-2)
Une histoire secrète de la Terre, racontée du point de vue de la civilisation avancée de Canopus, laquelle pense en termes de temps géologiques plutôt que de siècles. Elle s'étend des débuts de l'humanité (en réinterprétant au passage les récits des religions monothéistes) à une future Troisième Guerre mondiale, et culmine dans le récit d'un procès fait à tous les Européens pour les crimes du colonialisme.
2. Mariages entre les zones trois, quatre et cinq, Seuil, 1983 ((en) The Marriages Between Zones Three, Four and Five, 1980), trad. Robert Pépin, 286 p.  (ISBN 2-02-006406-5)Réédition sous le titre Les Mariages entre les zones trois, quatre et cinq, La Volte, 2017, trad. Sébastien Guillot, 296 p.,  (ISBN 978-2-37049-043-8)
Les  interactions entre diverses « zones »  autour de notre planète (la lecture de Shikasta permet de penser qu'il s'agit de lieux où se réincarnent les esprits, comme le prévoit la doctrine du saṃsāra), guidées par des directives venues de  Canopus.
3. Les Expériences siriennes, La Volte, 2018 ((en) The Sirian Experiments, 1980), trad. Sébastien Guillot, 360 p.  (ISBN 978-2-37049-063-6)Description de la même histoire que Shikasta, mais vue selon le point de vue sirien. Les Siriens sont décrits comme formant une société autoritaire, voire fasciste, qui se livre à des expériences sur des civilisations plus primitives.
4. L'Invention du représentant de la planète 8, La Volte, 2019 ((en) The Making of the Representative for Planet 8, 1982), trad. Sébastien Guillot, 167 p.  (ISBN 978-2-37049-077-3)Histoire de la civilisation sur une planète qui, en raison de la survenue d’une ère glaciaire, s’achemine vers l’extinction, accompagnée jusqu’au bout par les émissaires de Canopus. L’histoire, largement influencée par le récit de l’expédition antarctique de Robert Falcon Scott, est un hommage  de Lessing à celle-ci.
5. Les Agents sentimentaux de l'empire Volyen, La Volte, 2020 ((en) The Sentimental Agents in the Volyen Empire, 1983), trad. Sébastien Guillot, 224 p.  (ISBN 978-2-37049-093-3)Se déroulant sur une période plus courte, ce roman explore l'évolution personnelle d'agents de Canopus (représentant les valeurs humanistes) au milieu d'évènements se déroulant sur un monde moins avancé, dans une société semblable à la Russie communiste.

Une édition anglaise des cinq livres réunis en un seul volume est parue en 1992  (ISBN 0-679-74184-4).

## Arrière-plan
Lorsque Doris Lessing commença l'écriture de Shikasta, elle pensait écrire « un seul livre se suffisant à lui-même ». Mais tandis qu'elle développait son univers de fiction, elle se rendit compte qu'elle avait des idées pour bien plus qu'un livre.
La série dans son ensemble appartient au domaine de la soft science-fiction, parce qu'elle se focalise sur les questions de culture, de sociologie et de psychologie, et ne rentre pas dans les détails technologiques. Elle représente un tournant majeur dans la production de Doris Lessing,  influencée par les thèmes mystiques et spirituels du soufisme, en particulier par l'œuvre d'Idries Shah. Elle écrira par la suite plusieurs essais sur le soufisme, publiés dans son recueil de 2004, Time Bites (en).

## Réception
La série ne fut pas bien reçue par certains lecteurs et critiques, qui estimaient que Doris Lessing avait abandonné sa « vision rationnelle du monde ». Cela l'amena à écrire dans la préface de The Sirian Experiments :

« J'aimerais vraiment que les lecteurs et les critiques voient cette série, Canopus dans Argos : Archives, comme un cadre me permettant de raconter (je l'espère) une ou deux histoires séduisantes ; de me remettre en  question ; d'explorer des idées et des possibilités sociologiques. »

Par la suite, elle découvrit que beaucoup de lecteurs plus jeunes ayant lu la série n'étaient pas intéressés par ses autres ouvrages. Ils lui disaient :« Oh, le réalisme, je ne veux pas m'embêter avec ça ».

## Adaptations
Philip Glass a composé deux opéras adaptant les deuxième et quatrième romans du cycle, sur des livrets écrits par Doris Lessing ; ils devaient faire partie d'une trilogie qui ne fut jamais achevée.
- The Making of the Representative for Planet 8 (1986)
- The Marriages Between Zones Three, Four and Five (1997)